# Schläglebach
Der Schläglebach (auch Schäglebach) ist ein knapp 1,8 km langer Bach des Südschwarzwaldes in den baden-württembergischen Landkreisen Breisgau-Hochschwarzwald und Lörrach. Er entspringt auf dem Gemeindegebiet von Feldberg, etwa 120 Meter westlich des Gipfels der Grafenmatt und mündet im Todtnauer Stadtteil Fahl in die Wiese. Der Schläglebach ist der erste benannte linke Zufluss der Wiese nach ihrer Quelle, seine Quelle liegt knapp 140 Höhenmeter über der Quelle der Wiese.

## Name
In allen angegebenen Quellen ist der Bach als Schläglebach bezeichnet, lediglich in der Historischen Gemarkungsübersicht Baden wird er Schäglebach genannt.

## Geographie

### Verlauf
Der Schläglebach entspringt auf etwa 1355 m ü. NHN rund 120 m westlich des Gipfels der Grafenmatt auf dem Gebiet der Gemeinde Feldberg im Landkreis Breisgau-Hochschwarzwald und fließt zunächst in westlicher Richtung bis zur Gemeinde- und Kreisgrenze, die er nach rund 400 m auf etwa 1290 m ü. NHN erreicht. Auf dem Gebiet der Stadt Todtnau im Landkreis Lörrach setzt er seinen Lauf in südwestlicher Richtung fort und fließt in seinem schwach ausgebildeten Tal durch den Walddistrikt Klusenwald ehe er im Gewann Obermatt einige Meter in offener Wiesenaue verläuft und sodann die Bundesstraße 317 unterquert und nach weiteren 50 Metern auf etwa 869 m ü. NHN von links und Südosten in die Wiese mündet. 
Der knapp 1,8 km lange Lauf des Schläglebachs endet knapp 490 Höhenmeter unterhalb seiner Quelle, er hat somit ein mittleres Sohlgefälle von etwa 28 %.

### Einzugsgebiet
Das naturräumlich zum Südschwarzwald gehörende Einzugsgebiet ist gut 70 ha groß und liegt zu rund 30 % auf dem Gebiet der Gemeinde Feldberg und zu 70 % auf dem Gebiet der Stadt Todtnau. Der höchste Punkt des Einzugsgebiets liegt im Osten auf dem Gipfel der Grafenmatt auf  1376,5 m ü. NHN. 
Die Einzugsgebiete der folgenden Nachbargewässer grenzen an:
- Im Norden und Nordosten konkurrieren einige namenlose Hangwaldzuflüsse und die technisch so genannten NN-NC5, NN-CE6 und NN-UF2, * die alle oberhalb des Schläglebachs in die Wiese münden;
- jenseits der östlichen Wasserscheide grenzt das Einzugsgebiet des Kriegsbachs, der über die Menzenschwander Alb und Hauensteiner Alb oberhalb der Wiese in den Rhein entwässert;
- im Süden liegt das Einzugsgebiet des Prägbachs, der sich weiter unterhalb in die Wiese ergießt;
- im Südwesten grenzt das Einzugsgebiet des Tiefkängelbachs, der direkt unterhalb in die Wiese mündet.

### Zuflüsse
Auf der amtlichen Gewässerkarte sind nur drei namenlose Zuflüsse verzeichnet, einer davon mit einem weiteren namenlosen Zufluss.

### Flusssystem Wiese
- Fließgewässer im Flusssystem Wiese